# اس‌اس عربیک (۱۹۰۲)
اس‌اس عربیک (۱۹۰۲) (به انگلیسی: SS Arabic (1902)) یک کشتی بود که طول آن ۶۰۰ فوت ۷ اینچ (۱۸۳٫۰۶ متر) بود. این کشتی در سال ۱۹۰۲ ساخته شد.